# 팽성군
팽성군(彭城郡)은 중국의 옛 군이다. 제후왕령으로서는 초국(楚國)으로 일컬었다.

## 전한
진나라에서는 사천군(사수군)의 일부였다. 초한전쟁기에는 서초의 땅이었다. 사천군은 서초가 멸망한 후 전한이 세운 제후왕국 초나라에 속해 군이 폐지되고 내사의 관할을 받는 내사지가 됐다. 이는 초나라의 서울이 옛 사천군에 있었기 때문이다. 기원전 154년, 초왕 유무가 오초칠국의 난에 가담했기 때문에 난이 평정된 후 한 조정에서는 초나라를 축소해 내사지의 대부분을 패군으로 떼어내 한나라의 직할령으로 두었다. 이후 초나라의 남은 내사지만이 초국이나 팽성군으로 불리게 된다.
서주자사부에 속했다. 원시 2년(2년)의 인구조사에 따르면 114,738호, 497,804명이 있었다. 아래의 속현 목록은 《한서》지리지의 내용이다. 원연·수화 연간(기원전 8년 무렵)의 현황으로 여겨지며, 총 7현이다.
| 현명   | 한자   | 대략적 위치                                                       | 비고                                                  |
| ------ | ------ | ----------------------------------------------------------------- | ----------------------------------------------------- |
| 팽성현 | 彭城縣 | 쉬저우시                                                          | 옛 팽조(彭祖)의 나라다. 40,196호가 있다. 철관이 있다. |
| 유현   | 留縣   | 쉬저우시 페이현 동남 웨이산호(微山湖) 서쪽 연안 유령촌(劉嶺村) 서 |                                                       |
| 오현   | 梧縣   | 화이베이시 두지구 석태진(石台鎭) 동남 오남촌(梧南村) 일대         |                                                       |
| 부양현 | 傅陽縣 | 짜오좡시 타이얼좡구 후맹촌(候孟村) 동남                           | 옛 복양(偪陽)나라다.                                  |
| 여현   | 呂縣   | 쉬저우시 퉁산구 여량촌(呂梁村)                                    |                                                       |
| 무원현 | 武原縣 | 쉬저우시 피저우시 가구촌(泇口村)                                  |                                                       |
| 치구현 | 甾丘縣 | 쑤저우시 융차오구 지하향(支河鄕) 일대                             |                                                       |

## 신
군의 이름을 화락(和樂)으로 고치고 다음 현의 이름을 고쳤다.
| 전한 | 신             |
| ---- | -------------- |
| 오   | 오치(吾治)     |
| 부양 | 보양(輔陽)     |
| 무원 | 화락정(和樂亭) |
| 치구 | 선구(善丘)     |

## 후한
39년(후한 광무제 건무 15년) 광무제의 아들인 유영이 초공(楚公)으로 봉해지고, 2년 후인 41년(후한 광무제 17년) 초왕으로 승격되면서 초국(楚國)으로 바뀌었다. 54년(후한 광무제 건무 30년) 임회군의 취려, 수창 2현이 초국에 편입되었다. 그러나, 70년(후한 명제 영평 13년) 그가 역모죄로 조사를 받고, 경현으로 유배되면서 초국에서 초군(楚郡)으로 격하되었고, 초국시절 편입된 임회군의 취려현, 수창현이 임회군으로 돌아갔다. 88년(후한 장제 장화 2년), 장제가 죽었을 무렵, 육안국왕 유공이 팽성왕으로 책봉되면서 초군에서 팽성국(彭城國)으로 승격되었다. 140년(후한 순제 영화 5년)대 팽성군은 8현 86,170호 493,027명을 거느렸다. 184년(후한 영제 중평 원년), 서주자사 도겸이 서주의 황건적을 토벌한 뒤 본군에 자리잡고 서주를 통치했다. 193년(후한 헌제 초평 4년), 조조의 서주 침공시기 조조가 팽성에서 도겸을 격파했다. 그러나 서주 침공당시 조조의 세력권이었던 연주에서 여포, 진궁이 반란을 일으켰기 때문에 조조가 팽성을 점령하는 일이 벌어지진 않았다.  
이후 여포가 서주를 정복하면서 여포의 세력권으로 편입되었지만, 여포가 하비군에 수도를 두었기 때문에 서주의 중심지에서 벗어났다. 조조가 여포를 격파하면서 조조의 세력권으로 편입되었다. 조조의 세력권에 편입된 이후, 조거가 팽성왕으로 봉해지면서 팽성국의 지위가 그대로 유지되었다.
| 현명   | 한자   | 대략적 위치                                                       | 비고 |
| ------ | ------ | ----------------------------------------------------------------- | --- |
| 팽성현 | 彭城縣 | 쉬저우시                                                          | 옛 대팽읍(大彭邑)이다. 《북정기(北征記)》에 따르면, 현 서쪽 20리 거리에 초 원왕 유교의 묘가 있다고 한다. 철광석이 생산되었다. 후한말 서주자사 도겸에 의해 서주의 중심지가 되었다. |
| 무원현 | 武原縣 | 쉬저우시 피저우시 가구촌(泇口村)                                  | |
| 부양현 | 傅陽縣 | 짜오좡시 타이얼좡구 후맹촌(候孟村) 동남                           | |
| 여현   | 呂縣   | 쉬저우시 퉁산구 여량촌(呂梁村)                                    | |
| 유현   | 留縣   | 쉬저우시 페이현 동남 웨이산호(微山湖) 서쪽 연안 유령촌(劉嶺村) 서 | 《서정기(西征記)》에 따르면 현 성내에 장량의 사당이 있었다고 한다. |
| 오현   | 梧縣   | 화이베이시 두지구 석태진(石台鎭) 동남 오남촌(梧南村) 일대         | |
| 치구현 | 甾丘縣 | 쑤저우시 융차오구 지하향(支河鄕) 일대                             | |
| 광척현 | 廣戚縣 | 쉬저우시 페이현 동 오루(吳樓) 부근                                | 본래 패군의 속현이었다. |
| 취려현 | 取慮縣 | 쉬저우시 쑤이닝현 위와촌(魏洼村) 남부 일대                        | 54년 임회군에서 편입되었다. 70년 임회군으로 돌아갔다. |
| 수창현 | 須昌縣 |                                                                   | 54년 임회군에서 편입되었다. 70년 임회군으로 돌아갔다. |

## 서진
서진대 팽성국은 7현 4,121호의 주민을 거느렸다.
| 현명   | 한자   | 대략적 위치                                                       | 비고                                                     |
| ------ | ------ | ----------------------------------------------------------------- | -------------------------------------------------------- |
| 팽성현 | 彭城縣 | 쉬저우시                                                          |                                                          |
| 유현   | 留縣   | 쉬저우시 페이현 동남 웨이산호(微山湖) 서쪽 연안 유령촌(劉嶺村) 서 |                                                          |
| 광척현 | 廣戚縣 | 쉬저우시 페이현 동 오루(吳樓) 부근                                |                                                          |
| 부양현 | 傅陽縣 | 짜오좡시 타이얼좡구 후맹촌(候孟村) 동남                           |                                                          |
| 무원현 | 武原縣 | 쉬저우시 피저우시 가구촌(泇口村)                                  |                                                          |
| 여현   | 呂縣   | 쉬저우시 퉁산구 여량촌(呂梁村)                                    |                                                          |
| 오현   | 梧縣   | 화이베이시 두지구 석태진(石台鎭) 동남 오남촌(梧南村) 일대         |                                                          |
| 번현   | 蕃縣   | 짜오좡시 텅저우시                                                 | 본래 노군의 속현이었지만 원강연간에 본군으로 편입되었다. |
| 설현   | 薛縣   | 짜오좡시 텅저우시 관교진(官橋鎭) 서남                             | 본래 노군의 속현이었지만 원강연간에 본군으로 편입되었다. |

## 유송
서진대처럼 서주의 자사부가 설치되었다. 그러나 명제 태시연간 북위의 침공으로 유송이 회수이북 전역을 상실하면서 팽성군은 북위가 통치하게 되었다. 북위가 점령하기 이전까지 팽성군은 5현 8,627호 41,231명을 거느렸다.
| 현명   | 한자   | 대략적 위치                                                       | 민정   | 비고 |
| ------ | ------ | ----------------------------------------------------------------- | ------ | ---- |
| 팽성현 | 彭城縣 | 쉬저우시                                                          | 령(令) |      |
| 여현   | 呂縣   | 쉬저우시 퉁산구 여량촌(呂梁村)                                    | 령(令) |      |
| 번현   | 蕃縣   | 짜오좡시 텅저우시                                                 | 령(令) |      |
| 설현   | 薛縣   | 짜오좡시 텅저우시 관교진(官橋鎭) 서남                             | 령(令) |      |
| 유현   | 留縣   | 쉬저우시 페이현 동남 웨이산호(微山湖) 서쪽 연안 유령촌(劉嶺村) 서 | 령(令) |      |

## 북위
북위대 팽성군은 유송대와 같이 서주의 중심지가 되었다. 북위대 팽성군은 6현 6,339호 23,841명을 거느렸다.
| 현명   | 한자   | 대략적 위치                                                       | 비고 |
| ------ | ------ | ----------------------------------------------------------------- | --- |
| 팽성현 | 彭城縣 | 쉬저우시                                                          | 현 경내에 한산(寒山), 호산(孤山), 귀산(龜山), 황산(黃山), 구리산(九里山), 환퇴총(桓魋冢), 아부의 묘(亞父冢), 초원왕 유교의 묘(楚元王冢), 공승의 무덤(龔勝冢)이 있었다. |
| 여현   | 呂縣   | 쉬저우시 퉁산구 여량촌(呂梁村)                                    | 현 경내에 여량성(呂梁城), 수유산(茱萸山), 핍양성(偪陽城), 명황피(明星陂), 용천당(龍泉塘), 석두산(石頭山), 항우산(項羽山)이 있었다.                                     |
| 설현   | 薛縣   | 짜오좡시 텅저우시 관교진(官橋鎭) 서남                             | 현 경내에 해공산(奚公山), 설나라왕 해중의 사당(奚仲廟), 설성(薛城), 맹상군의 무덤(孟嘗君冢)이 있었다.                                                                  |
| 용성현 | 龍城縣 | 쑤저우시 샤오현 위루촌(魏樓村) 부근                               | 초왕의 무덤(楚王墓)이 현경내에 있었다. 북위가 유송으로부터 서주를 획득한 이후 신설된 현으로 보인다.                                                                    |
| 유현   | 留縣   | 쉬저우시 페이현 동남 웨이산호(微山湖) 서쪽 연안 유령촌(劉嶺村) 서 | 현내에 미산(微山), 유성(留城), 미자의 무덤(微子冢), 장량의 무덤(張良冢), 사당(祠), 광척성(廣戚城), 설성(薛城), 척부인사당(戚夫人廟), 황산사(黃山祠)가 있었다.          |
| 수릉현 | 睢陵縣 | 쉬저우시 쑤이닝현                                                 | 547년(동위 효정제 무정 5년) 제음군에서 본군으로 편입되었다. 현 경내에 수릉성(睢陵城), 구자산(九子山), 형산(荊山)이 있었다.                                             |

## 장관
- 설례